# 692 هـ
692 هـ هِي سنة في التقويم الهجري امتدت مُقابلةً في التقويم الميلادي بين سنتي 1292 و1293.

## وفيات
- إبراهيم الدنبلي
- محيي الدين بن عبد الظاهر
- بهاء الدين الإربلي

- سنة 692 هـ الموافق حوالي 1292 م توفي الإمام مسند الوقت سنجر الحلبي، تولي دمشق لأيام بعد خروج هولاكو.
- سنة 692 هـ الموافق حوالي 1292 م توفي زاهد دمشق الشيخ إبراهيم بن عبد الله الأرموي.